# Горіхівка кашмірська
Горіхівка кашмірська (Nucifraga multipunctata) — вид горобцеподібних птахів родини воронових (Corvidae). Поширений в Південній Азії.

## Поширення
Вид поширений на сході Афганістану, півночі Пакистану та північному заході Індії. Ареал проживання цих птахів представлений гірськими сосновими лісами і змішаними вічнозеленими і дубовими лісами.

## Опис
Птах завдовжки 35 см, вагою 155—177 г. Це міцні на вигляд птахи з великою округлою головою з сильним і подовженим конічним дзьобом, довгими пальчастими крилами, сильними ногами та квадратним хвостом. Оперення лоба, маківки, потилиці та хвоста кавового кольору: покриви майже чорні з білим краєм, а реміги такого ж кольору, хоча з дуже незначним білим краєм. Решта пір'я голови (за винятком ділянки між ніздрею і оком, яке біле), спини, крил, грудей і живота (за винятком підхвістя і нижньої поверхні хвоста, які також повністю білі в цьому випадку) є коричневими з білуватою дистальною половиною. Дзьоб і ноги чорнуваті, а очі темно-карі.

## Спосіб життя
Це птахи, які ведуть денний і одиночний спосіб життя. Дуже полохливі. Більшу частину дня проводять серед дерев у пошуках їжі, інколи спускаючись на землю, щоб знайти її. Раціон складається з горіхів (особливо кедрових, а також жолудів, волоських горіхів і ліщини), оболонку яких роздавлюють сильним загостреним дзьобом. Також поїдає комах та інших безхребетних.